# Dickmilch

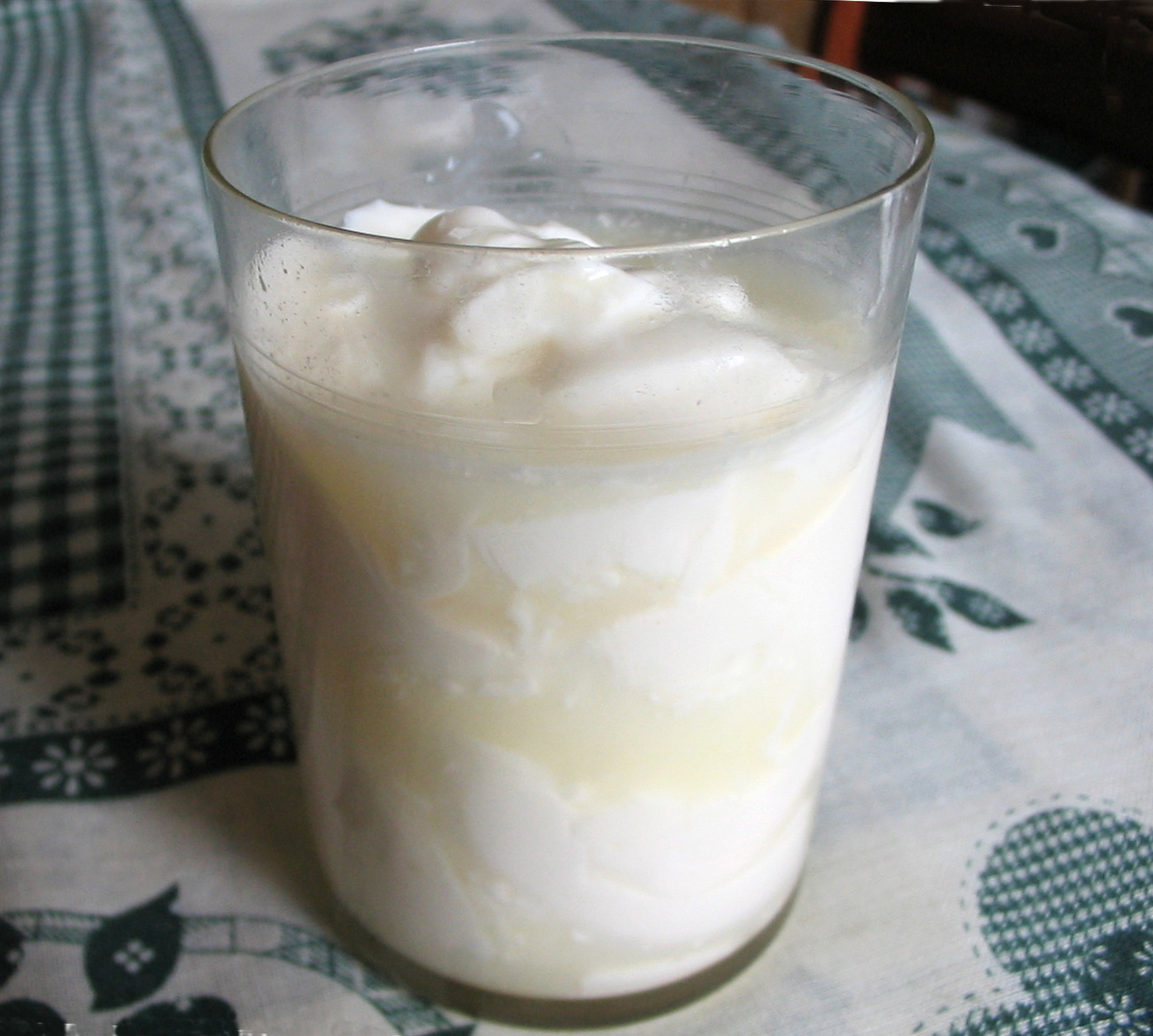
Dickmilch

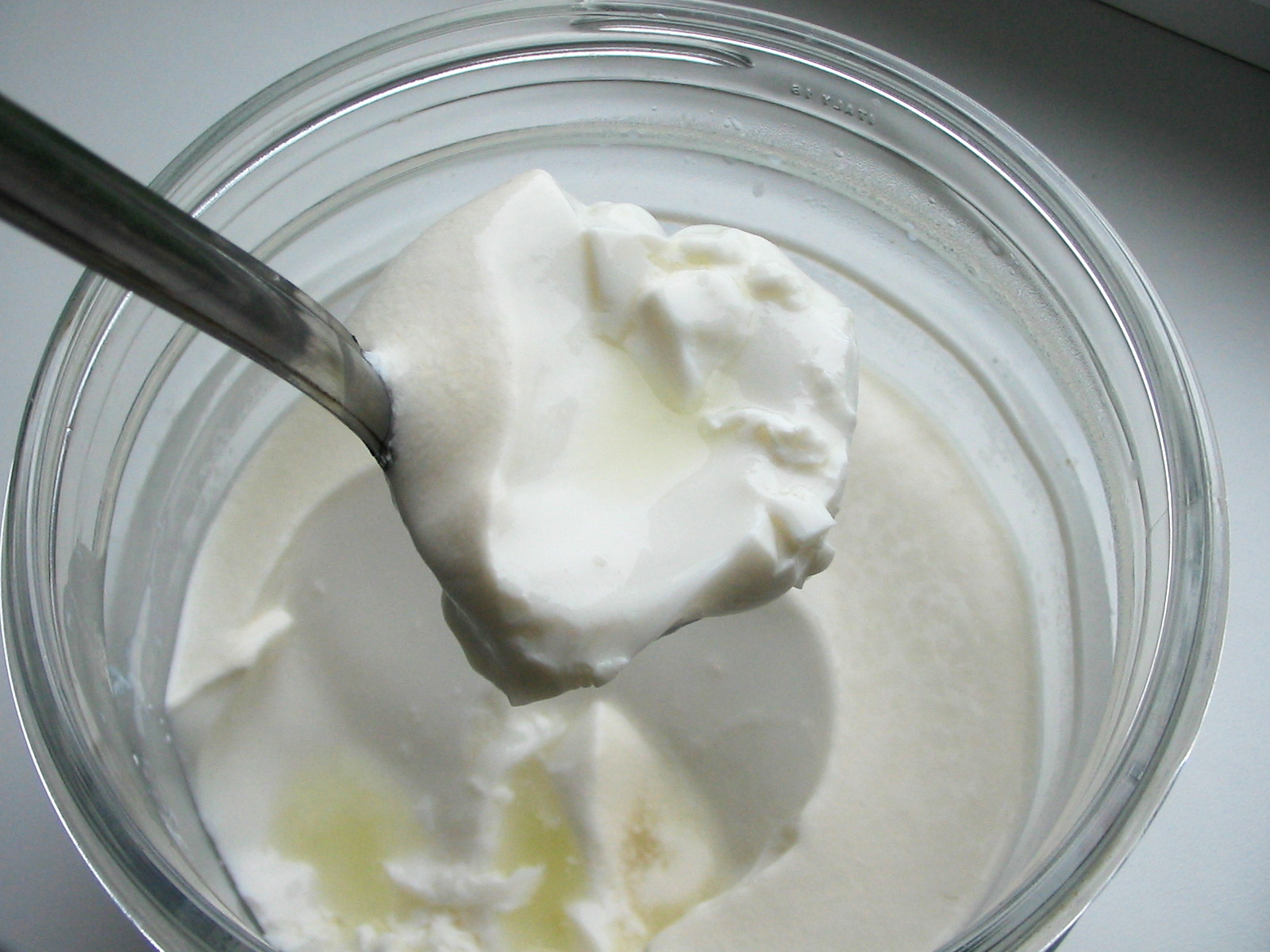
Dickmilch

Dickmilch, Setzmilch oder Stockmilch ist geronnene edelsaure Milch, d. h. eine Sauermilch, die entweder durch eine erwünschte natürliche Milchsäuregärung von Rohmilch oder durch Zusatz von Milchsäurebakterien zu pasteurisierter und homogenisierter Milch entsteht. Die flüssige Milch verdickt sich durch den Gerinnungsprozess, also das Ausflocken des Caseins, zur Dickmilch und weiter zur Dickete. Der Prozess kann auch durch die Zugabe von Lab beschleunigt werden.
Dickmilch dient als Ausgangsprodukt zur Zubereitung von Quark und Sauermilchkäse.
Dickmilch wird von Menschen, die unter sekundärer Laktoseintoleranz leiden, bevorzugt konsumiert, da sie weniger Laktose als ungesäuerte Milch enthält.
Im Unterschied zu Joghurt (thermophile Kulturen, Temperaturoptimum 42–45 °C) werden bei der industriellen Herstellung von Dickmilch mesophile (Temperaturoptimum 22–28 °C) Laktokokken-Kulturen beigefügt (Lactococcus lactis bzw. L. lactis subsp. cremoris statt Streptococcus thermophilus). Der Milchansatz wird anschließend bei Temperaturen von ca. 25–28 °C über 15–20 Stunden dickgelegt.
Ein typisch norddeutsches Gericht ist Dickmilch mit Zucker und hineingebröseltem Schwarzbrot oder Zwieback. In Südhessen und im Hannoverschen wird Dickmilch traditionell im Hochsommer stark gekühlt mit Zimt und Zucker gegessen. Sauermilch ist in der österreichischen und bayerischen Küche Hauptbestandteil der Stosuppe und der Herbstmilchsuppe. In Südhessen und der Südpfalz isst man im Sommer gerne Bratkartoffeln mit Dickmilch.
Spezialfälle sind Acidophilusmilch und Bifidusmilch, die mit den betreffenden Bakterien fermentiert werden.